# واکنش نیرن‌اشتاین
واکنش نیرن‌اشتاین(به انگلیسی: Nierenstein reaction) یک واکنش آلی است که طی آن یک اسید کلرید به یک هالوکتون و با استفاده از دیآزو متان تبدیل می شود. این واکنش گونه ای از واکنش جای‌گیری است زیرا گروه متیلن از دی‌آزومتان به پیوند کربن-کلر در اسید کلرید وارد می شود.

## سازوکار واکنش
واکنش از طریق واسطه نمک دی‌آزونیوم که توسط جانشینی هسته دوستی آسیلِ کلرید با آنیون دی‌آزومتیل تشکیل شده است، ادامه می یابد. پس از آن گروه کلرید با دی‌آزو طی یک واکنش SN۲ جایگزین می شود. در این واکنش N۲ به عنوان گروه ترک‌کننده عمل می کند.
اگر دی‌آزومتان اضافی در طول واکنش وجود داشته باشد، می تواند به عنوان یک باز عمل کرده و هیدروژن را از نمک دی‌آزونیوم خارج کند. نتیجه یک دی‌آزوکتون خنثی است که با کلرید واکنش نمی دهد. در عوض، محصول جانبی، دی‌آزونیوم-متیل از دیگر مولکول دی‌آزومتان، می تواند توسط کلرید مورد حمله قرار گیرد تا کلرومتان تولید کند. دی‌آزوکتون غیرفعال را می توان دوباره با قرار  دادن در معرض هیدروژن کلرید فعال کرد تا محصول معمول نیرن‌اشتاین به دست آید.
در برخی موارد، حتی محدود کردن میزان دی‌آزومتان باعث ایجاد واکنش می شود که از طریق مسیر دی‌آزوکتون خنثی متوقف می شود و برای نجات آن نیاز به افزودن گاز HCl است.

## گستره
واکنش اصلی نیرن‌اشتاین در سال ۱۹۲۴:
و واکنشی که از بنزوئیل برومید شروع می شود و با تشکیل دیمر دی‌اکسان همراه است:

## همچنین ببینید
- ماکسیمیلیان نیرن‌اشتاین
- بازآرایی کورتیوس
- بازآرایی ولف
- واکنش آرنت ایسترت: که در آن اسید کلریدها با دی‌آزومتان واکنش می دهند و از طریق بازآرایی، کربوکسیلیک اسیدهای گسترش یافته را ایجاد می کنند.